# IC 2282
IC 2282 је спирална галаксија у сазвјежђу Рак која се налази на листи објеката дубоког неба у Индекс каталогу.
Деклинација објекта је + 24° 47' 35" а ректасцензија 8h 19m 15,6s. Привидна величина (магнитуда) објекта IC 2282 износи 13,9 а фотографска магнитуда 14,7. IC 2282 је још познат и под ознакама MCG 4-20-20, CGCG 119-49, KUG 0816+249A, PGC 23333.